# Mel Wesson
Mel Wesson (Londen, 12 februari 1958) is een Brits componist en muzikant van met name filmmuziek. Hij is gespecialiseerd in het muziekgenre ambient.

## Carrière
Wesson werd geboren en getogen in Londen. Ondanks talloze pogingen om hem te overtuigen een conventioneler muzikaal pad te volgen, koos hij voor de synthesizer als zijn favoriete instrument. Nadat hij de kunstacademie had verlaten, toerde en nam hij op met een aantal newwavebands.
Als specialist in elektronische muziek begon hij halverwege de jaren 80 ook te werken vanuit de Lillie Yard Studio, gevestigd in Londen en mede opgericht door Hans Zimmer en Stanley Myers.
Hij ontving een multi-platina voor zijn bijdragen aan het album Urban Hymns van The Verve en hun single "Bitter Sweet Symphony". Het was dit album waar Zimmer in 2000 naar luisterde toen hij Wessons credits zag en hem uitnodigde om naar zijn nieuwe studio Media Ventures (vanaf 2003: Remote Control Productions) te komen om te werken aan de filmmuziek voor Mission: Impossible II.
De stijl van ambient die Wesson bracht, opende de deuren naar filmmuziek, een wereld waarin hij zeer gewild werd. Hij heeft regelmatig samengewerkt met componisten als James Newton Howard, Steve Jablonsky en Harry Gregson-Williams.
In 2003 nam hij zijn eerste soloalbum op, Drones. In 2007 werkte hij aan het soloalbum My Winter Storm van zangeres Tarja Turunen.

## Discografie

### Albums
| Jaar | Titel                          | Opmerkingen                                                    |
| ---- | ------------------------------ | -------------------------------------------------------------- |
| 2003 | Drones                         |                                                                |
| 2009 | inFAMOUS (Official Soundtrack) | met Amon Tobin, James Dooley, Jonathan Mayer en Martin Tillman |
| 2015 | Sticks & Drones                |                                                                |
| 2016 | Arpeggios                      |                                                                |
| 2017 | Sticks and Drones 2            |                                                                |
| 2017 | Licks & Drones                 |                                                                |
| 2017 | Arpeggios 2                    |                                                                |
| 2018 | Shepard Tones                  |                                                                |
| 2018 | Sticks & Drones 3              |                                                                |
| 2018 | Ticks and Drones               |                                                                |
| 2019 | The Ivory Code                 |                                                                |
| 2019 | Reverse Engineering            |                                                                |
| 2019 | Reverse Engineering 2          |                                                                |
| 2020 | Dirty Drones                   |                                                                |
| 2020 | Shepard Tones 2                |                                                                |
| 2020 | Accelerators                   |                                                                |
| 2021 | Reverse Engineering 3          |                                                                |
| 2021 | Sticks and Drones 4            |                                                                |
| 2022 | Reverse Engineering 4          |                                                                |
| 2023 | Supernatural                   |                                                                |
| 2024 | Gramophonia                    |                                                                |
| 2024 | Reverse Engineering 5          |                                                                |

## Overige producties

### Computerspellen
| Jaar | Titel    | Opmerkingen                                    |
| ---- | -------- | ---------------------------------------------- |
| 2009 | Infamous | met James Dooley, Jonathan Mayer en Amon Tobin |

#### Ambient- en muziekontwerper
| Jaar | Titel                          | Opmerkingen                                   |
| ---- | ------------------------------ | --------------------------------------------- |
| 2007 | Call of Duty 4: Modern Warfare | voor Harry Gregson-Williams en Stephen Barton |
| 2014 | Titanfall                      | voor Stephen Barton                           |

### Films

#### Additionele muziek
Als aanvullende componist.
| Jaar | Titel                            | Opmerkingen                             |
| ---- | -------------------------------- | --------------------------------------- |
| 1987 | Terminal Exposure                | voor Hans Zimmer                        |
| 2002 | Spirit: Stallion of the Cimarron | voor Bryan Adams en Hans Zimmer         |
| 2005 | Batman Begins                    | voor James Newton Howard en Hans Zimmer |
| 2005 | V for Vendetta                   | voor Dario Marianelli                   |
| 2006 | Freedomland                      | voor James Newton Howard                |
| 2006 | Lady in the Water                | voor James Newton Howard (texturen)     |
| 2008 | The Happening                    | voor James Newton Howard                |

#### Ambient- en muziekontwerper
| Jaar | Titel                                                  | Opmerkingen                                        |
| ---- | ------------------------------------------------------ | -------------------------------------------------- |
| 1989 | Diamond Skulls                                         | voor Hans Zimmer                                   |
| 2001 | Hannibal                                               | voor Hans Zimmer                                   |
| 2001 | Black Hawk Down                                        | voor Hans Zimmer                                   |
| 2003 | Pirates of the Caribbean: The Curse of the Black Pearl | voor Klaus Badelt en Hans Zimmer                   |
| 2003 | The Texas Chainsaw Massacre                            | voor Steve Jablonsky                               |
| 2005 | The Ring Two                                           | voor Henning Lohner, Martin Tillman en Hans Zimmer |
| 2005 | The Island                                             | voor Steve Jablonsky                               |
| 2005 | King Kong                                              | voor James Newton Howard                           |
| 2006 | The Da Vinci Code                                      | voor Hans Zimmer                                   |
| 2006 | Pirates of the Caribbean: Dead Man's Chest             | voor Hans Zimmer                                   |
| 2006 | The Texas Chainsaw Massacre: The Beginning             | voor Steve Jablonsky                               |
| 2006 | Blood Diamond                                          | voor James Newton Howard                           |
| 2007 | Pirates of the Caribbean: At World's End               | voor Hans Zimmer                                   |
| 2007 | Transformers                                           | voor Steve Jablonsky                               |
| 2007 | Michael Clayton                                        | voor James Newton Howard                           |
| 2008 | The Dark Knight                                        | voor James Newton Howard en Hans Zimmer            |
| 2008 | Frost/Nixon                                            | voor Hans Zimmer                                   |
| 2009 | Angels & Demons                                        | voor Hans Zimmer                                   |
| 2010 | Inception                                              | voor Hans Zimmer                                   |
| 2010 | The Tourist                                            | voor James Newton Howard                           |
| 2011 | Season of the Witch                                    | voor Atli Örvarsson                                |
| 2011 | Green Lantern                                          | voor James Newton Howard                           |
| 2011 | Sherlock Holmes: A Game of Shadows                     | voor Hans Zimmer                                   |
| 2012 | Snow White and the Huntsman                            | voor James Newton Howard                           |
| 2012 | The Dark Knight Rises                                  | voor Hans Zimmer                                   |
| 2012 | The Bourne Legacy                                      | voor James Newton Howard                           |
| 2013 | Olympus Has Fallen                                     | voor Trevor Morris                                 |
| 2013 | Pacific Rim                                            | voor Ramin Djawadi                                 |
| 2013 | Rush                                                   | voor Hans Zimmer                                   |
| 2013 | Captain Phillips                                       | voor Henry Jackman                                 |
| 2013 | The Secret Life of Walter Mitty                        | voor Theodore Shapiro                              |
| 2015 | Terminator Genisys                                     | voor Lorne Balfe                                   |
| 2016 | Miss Peregrine's Home for Peculiar Children            | voor Michael Higham en Matthew Margeson            |
| 2021 | No Time to Die                                         | voor Hans Zimmer                                   |

#### Arrangementen
| Jaar | Titel              | Opmerkingen                       |
| ---- | ------------------ | --------------------------------- |
| 1997 | Wish You Were Here | voor Stanley Myers                |
| 1988 | A World Apart      | voor Hans Zimmer                  |
| 1988 | Track 29           | voor Stanley Myers                |
| 2003 | Bad Boys II        | voor Trevor Rabin                 |
| 2003 | Matchstick Men     | voor Hans Zimmer                  |
| 2003 | The Rundown        | voor Harry Gregson-Williams       |
| 2004 | Man on Fire        | voor Harry Gregson-Williams       |
| 2004 | King Arthur        | voor Hans Zimmer                  |
| 2004 | Thunderbirds       | voor Hans Zimmer en Ramin Djawadi |
| 2005 | The Interpreter    | voor James Newton Howard          |

#### Muzikant en synth-programmeur
| Jaar | Titel                  | Opmerkingen                       |
| ---- | ---------------------- | --------------------------------- |
| 1988 | Paperhouse             | voor Stanley Myers en Hans Zimmer |
| 2000 | Mission: Impossible II | voor Hans Zimmer                  |
| 2002 | Phone Booth            | voor Harry Gregson-Williams       |
| 2003 | Tears of the Sun       | voor Hans Zimmer                  |
| 2007 | The Lookout            | voor James Newton Howard          |
| 2016 | Inferno                | voor Hans Zimmer                  |

## Overzicht van samenwerkingen met artiesten en acts
- Ash
- The Beautiful South
- Billy Currie
- Daryl Hall
- Lighthouse Family
- Mezzoforte
- Node
- Shara Nelson
- Shakatak
- Siouxsie and the Banshees
- Soul II Soul
- Evelyn Thomas
- Tarja Turunen
- U.K. Subs
- The Verve
- Youth